# Māʻili
Māʻili – census-designated place (CDP) na wyspie Oʻahu, w hrabstwie Honolulu, na Hawajach, w Stanach Zjednoczonych. Według szacunków United States Census Bureau w roku 2010 CDP miało 9 488 mieszkańców.

## Geografia
Według United States Census Bureau census-designated place obejmuje powierzchnię 2,8 mil2 (7,3 km²), z czego 1,7 mil2 (4,4 km²) stanowi ląd, a 1,1 mil2 (2,8 km²) stanowi woda.

## Demografia
Według spisu z roku 2000, CDP zamieszkiwało 5 943 osób, które tworzyło 1 359 gospodarstw domowych i 1 178 rodzin. Średni roczny dochód dla gospodarstwa domowego wynosił 45 786 $ a średni roczny dochód dla rodziny to 48 068 $. Średni roczny dochód na osobę wynosił 13 185 $ (33 229 $ dla mężczyzn i 21 211 $ dla kobiet). 19,3% rodzin i 21,5% mieszkańców census-designated place żyło poniżej granicy ubóstwa, z czego 28,3% to osoby poniżej 18 lat a 9,1% to osoby powyżej 65 roku życia.